# مترو: آخرین نور
مترو: آخرین نور (به انگلیسی: Metro: Last Light) یک بازی ویدئویی پسارستاخیزی به سبک تیراندازی اول شخص همراه با عناصر ترس و بقا و مخفی‌کاری است که بر اساس رمان مترو، اثر دیمیتری گلوخوفسکی نویسنده روس ساخته شده‌است. این بازی توسط ۴ای-گیمز در سال ۲۰۱۳ در اوکراین و،روسیه ساخته شده و توسط دیپ سیلور در ۱۴ مه ۲۰۱۳ برای مایکروسافت ویندوز و اکس‌باکس ۳۶۰ و پلی‌استیشن ۳ منتشر شده‌است. مترو: آخرین نور دنباله‌ای بر بازی مترو ۲۰۳۳ محسوب می‌شود و بدین سبب از این نسخه به عنوان مترو: ۲۰۳۴ نیز یاد می‌شود.
قرار بود این بازی در اواسط سال ۲۰۱۲ میلادی توسط شرکت تی‌اچ‌کیو عرضه شود، اما این شرکت اعلام کرد که برنامه تا سه‌ماهه اول سال ۲۰۱۳ میلادی به تعویق افتاده است. در نهایت با ورشکستگی و بسته شدن تی‌اچ‌کیو، کخ میدیا فرصت را غنیمت شمرد و حق انتشار و مالکیت فکری این اثر به دیپ سیلور رسید.

## تکامل

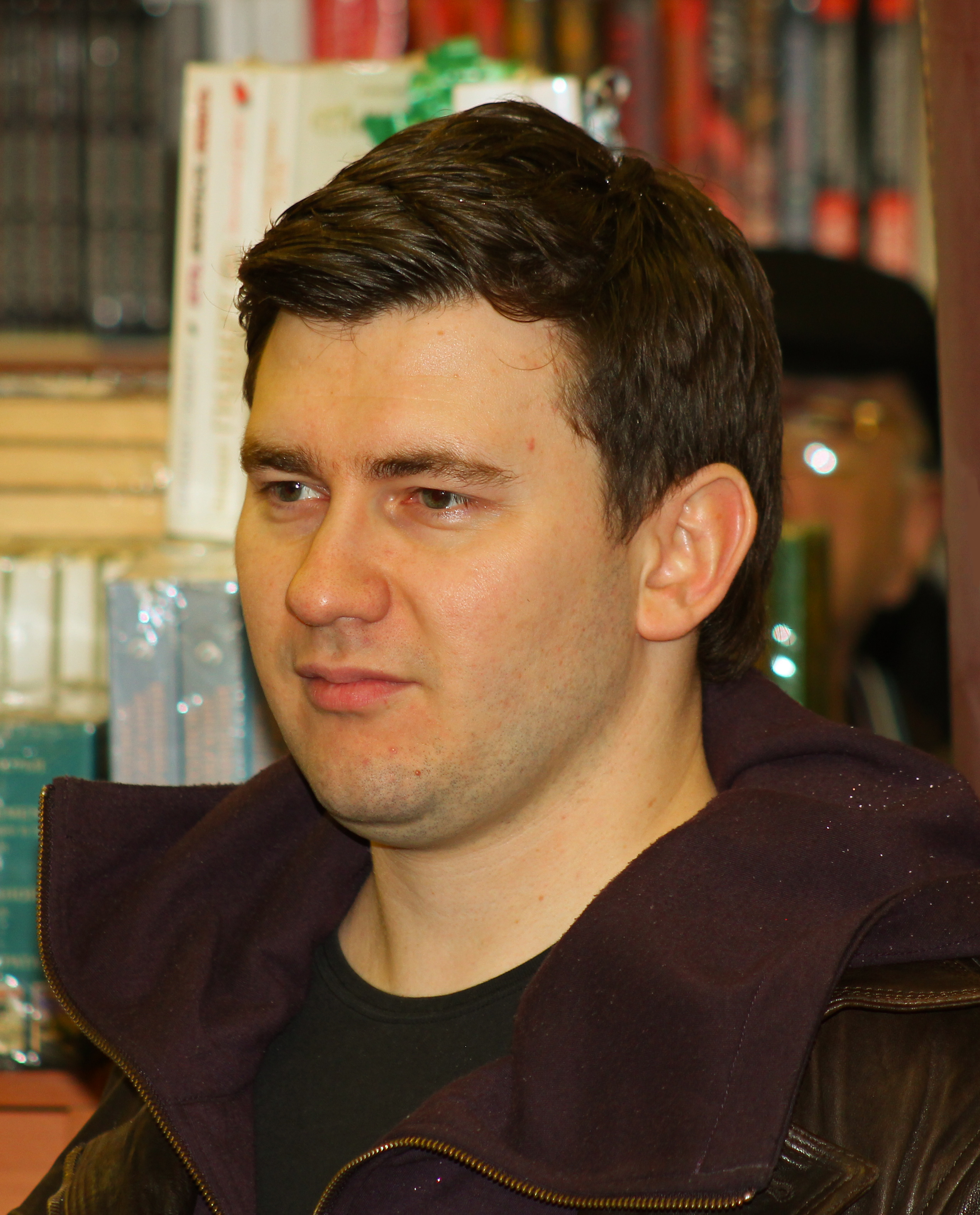
دیمیتری گلوخوفسکی نویسنده مترو.

بازی رسماً در سال ۲۰۱۱ در نمایشگاه رسانه و تجارت ای۳ برای کنسول وی رونمایی شد. هرچند تی‌اچ‌کیو اعلام کرد که ممکن است که این بازی برای این پلتفرم عرضه نشود.
بنابراین گمانه زنی‌ها دربارهٔ انتشار آن برای وی، مطرح شد؛ تا جایی که Oles Shishkovtsov مدیر فنی شرکت ۴ای-گیمز اعلام کرد سرعت پایین واحد پردازش مرکزی این کنسول باعث شد که پروژه انتشار برای نینتندو وی شکست بخورد. همکار وی در سمینار گفت: امکان عرضه این محصول برای کنسول وی وجود ندارد چرا که، تلاش بیهوده بیش ازاین، برای استودیو مقدور نمی‌باشد. وی افزود: در ابتدا ما فکر می‌کردیم که می‌توانیم این کار را انجام دهیم اما کیفیت مطلوب بازی در اولویت کار قرار دارد. شاید دوباره پروژه وی را از سر بگیریم. من واقعاً به هواداران هیچ قولی نمی‌دهم و این پروژه به تیم اجرایی بستگی دارد اما همین که بازی را در آخرین لحظات برای پلی‌استیشن ۳ آماده کردیم نکته ظریفی است.
تریلر این بازی در همان ابتدای کار مورد استقبال شدید هواداران قرار گرفت و چهار و نیم میلیون بازدید داشت.
۴ای-گیمز افزود: این بازی قابلیت آنلاین ندارد و تیم نرم‌افزاری تمرکز خود را بر روی یک شاه کار تک نفره منحصربه‌فرد گذاشته است. اما ممکن است قابلیت آنلاین پس از انتشار بازی به آن اضافه شود.
با استناد به بند ۱۱ قانون ورشکستگی ایالات متحده، شرکت تی‌اچ‌کیو ناشر پیش فرض این اثر، تعطیل و حق انتشار در تاریخ ۲۲ ژانویه ۲۰۱۳ به مزایده گذاشته شد؛ که در نهایت دیپ سیلور ناشر بازی جزیره مرده برنده این مزایده بود؛ که تاًکید فراوانی به ارائه بازی در ۱۴ می ۲۰۱۳ دارد.

## داستان و ویژگی‌ها
داستان بازی بعد از یک سال بعد از پایان نسخه اول روایت می شود آرتیوم با از بین بردن موجودات جهش یافته به اسم dark one به گروه اسپارتا ( رنجر ) پیوسته به گمان این که مشکلات مترو پایان یافت است ولی در مترو به زودی جنگ بین احزاب سیاسی در حال در گرفتن است آرتیوم با توصیه خان سفر خود را به امید یافتن آخرین dark one زنده شروع میکند ولی احزاب سیاسی مترو می خواهند پایگاه D6 که تحت کنترل رنجر های اسپارتا است را تصاحب کنند. آرتیوم باید به جنگ پایان دهد.
همانند نسخه قبلی شما آرتیوم هستید و باید هرج و مرج را در تاریکی تجربه کنید. واین بازی اول شخص، تجربه‌ای مهیج از جنگی است که با سلاح‌های عجیب دست ساز پیش می‌رود. در این نسخه به نسبت نسخه قبلی، جنگ بین انسان و موجودات جهش یافته شدت گرفته و استفاده آن‌ها از ترفند مخفی کاری در سایه‌ها و وجود اهداف نامشخص از خصوصیات دیگر این بازی منحصربه‌فرد است.

## دنباله
نوشتار اصلی: مترو : هجرت
پس از «مترو :آخرین نور» دنبالهٔ داستانی آن با نام مترو : هجرت در نمایشگاه رسانه و تجارت ای۳ ۲۰۱۷ معرفی شد.